# Rue Gustave Fuss
Pour les articles homonymes, voir Fuss.
La rue Gustave Fuss (en néerlandais: Gustave Fussstraat) est une rue bruxelloise de la commune de Schaerbeek qui va du carrefour de la rue de la Consolation, la rue Alexandre Markelbach et l'avenue Clays jusqu'au carrefour de la rue Rouen-Bovie et de la rue Eeckelaers en passant par la rue André Van Hasselt et la rue Thomas Vinçotte.
La rue porte le nom d'un avocat et homme politique belge, Gustave Fuss, né à Marche-en-Famenne le 18 novembre 1850 et décédé à Schaerbeek le 2 février 1893.

## Adresse notable
- nos 32-34 : La Vieille Bosnie